# Macromitrium similirete
Macromitrium similirete är en bladmossart som beskrevs av Edwin Bunting Bartram 1953. Macromitrium similirete ingår i släktet Macromitrium och familjen Orthotrichaceae. Inga underarter finns listade i Catalogue of Life.